# Prosenice
Prosenice – miejscowość i gmina (obec) w Czechach, w kraju ołomunieckim, w powiecie Przerów. W 2022 roku liczyła 793 mieszkańców.
W miejscowości jest stacja kolejowa Prosenice.